# جوك وايت (لاعب كرة قدم)
جوك وايت (بالإنجليزية: Jock Whyte)‏ (7 مايو 1921 في المملكة المتحدة - 17 أكتوبر 1998) هو لاعب كرة قدم بريطاني (وحمل سابقاً جنسية المملكة المتحدة لبريطانيا العظمى وأيرلندا) في مركز الظهير. لعب مع برادفورد سيتي ونادي فالكيرك وويغان أتلتيك.